# Bryne FK
Bryne FK is een Noorse voetbalclub uit Bryne, fylke Rogaland. Het werd opgericht op 20 april 1926. Bryne FK speelt zijn thuiswedstrijden in het Bryne Stadion, dat een capaciteit van 10.000 toeschouwers heeft. Rood en wit zijn de traditionele kleuren.

## Geschiedenis
De club werd in 1980 en 1982 tweede in de Eliteserien en won de Noorse beker in 1987 (Bryne IL), wat resulteerde in drie Europese optredens. Van 1976 tot 1988 en van 2000 tot 2003 speelde de ploeg in de hoogste afdeling. In 2005 trad de ploeg aan in de Adeccoligaen (de toenmalige sponsornaam van de 1. divisjon), wat tegenwoordig de tweede voetbalcompetitie in Noorwegen is. In 2016 degradeerde de club naar de 2. divisjon, het derde niveau, en keerde in 2021 terug in de 1. divisjon.

## Erelijst
- Beker van Noorwegen

Winnaar: 1987
Finalist: 2001

## Overzichtslijsten

### Eindklasseringen vanaf 1949
| 1 |

| 2 |

| 4 |

| 5 |

| 2 |

| 1 |

| 1 |

| 4 |

| 3 |

| 3 |

| 1 |

| 6 |

| 3 |

| 4 |

| 3 |

| 1 |

| 5 |

| 5 |

| 4 |

| 2 |

| 4 |

| 7 |

| 1 |

| 9 |

| 2 |

| 3 |

| 1 |

| 9 |

| 8 |

| 7 |

| 4 |

| 2 |

| 9 |

| 2 |

| 8 |

| 4 |

| 9 |

| 6 |

| 5 |

| 10 |

| 3 |

| 2 |

| 2 |

| 4 |

| 2 |

| 5 |

| 7 |

| 3 |

| 9 |

| 6 |

| 2 |

| 11 |

| 12 |

| 9 |

| 14 |

| 7 |

| 5 |

| 3 |

| 6 |

| 11 |

| 8 |

| 9 |

| 9 |

| 10 |

| 7 |

| 9 |

| 10 |

| 13 |

| 3 |

| 5 |

| 10 |

| 1 |

| 10 |

| 11 |

| 6 |

| Niveau 1 | Niveau 2 | Niveau 3 |

De Noorse divisjons hebben in de loop der jaren diverse namen gekend, zie:  Eliteserien#Geschiedenis, 1. divisjon#Naamsveranderingen, 2. Divisjon.

### Bryne in Europa
#Q = #kwalificatieronde, #R = #ronde, T/U = Thuis/Uit, W = Wedstrijd, PUC = punten UEFA coëfficiënten .
Uitslagen vanuit gezichtspunt Bryne FK
| Seizoen                                                    | Competitie   | Ronde | Land               | Club             | Totaalscore | 1e W    | 2e W    | PUC |
| ---------------------------------------------------------- | ------------ | ----- | ------------------ | ---------------- | ----------- | ------- | ------- | --- |
| 1981/82                                                    | UEFA Cup     | 1R    | Vlag van België    | FC Winterslag    | 2-3         | 0-2 (T) | 2-1 (U) | 2.0 |
| 1983/84                                                    | UEFA Cup     | 1R    | Vlag van België    | RSC Anderlecht   | 1-4         | 0-3 (T) | 1-1 (U) | 1.0 |
| 1988/89                                                    | Europacup II | Q     | Vlag van Hongarije | Békéscsabai ESSC | 2-4         | 0-3 (U) | 2-1 (T) | 2.0 |
| Totaal aantal behaalde punten voor UEFA coëfficiënten: 5.0 |              |       |                    |                  |             |         |         |     |

Zie ook:
- Deelnemers UEFA-toernooien Noorwegen
- Ranglijst van alle clubs die in de diverse Europa Cups zijn uitgekomen

## Bekende (oud-)spelers
- Marcus Andreasson
- Birk Engstrøm
- Anders Eriksson
- Alf-Inge Håland
- Erling Braut Håland
- Gabriel Høyland
- Børre Meinseth
- Erik Mykland
- Arne Larsen Økland
- Marek Lemsalu
- Roger Nilsen
- Trond Sirevåg
- Ville Väisänen